# Ama Naidoo
Ne doit pas être confondu avec Ama Ata Aidoo.
Pour les articles homonymes, voir Naidoo.
Manonmoney Ama Naidoo, née Pillay, le 30 novembre 1908 à Pretoria et morte le 25 décembre 1993, le plus souvent appelée Ama Naidoo, est une militante anti-apartheid sud-africaine, d'origine indienne. Elle se fait connaître pour sa participation régulière aux protestations contre la ségrégation raciale en Afrique du Sud.

## Biographie

### Famille et jeunesse
Naidoo, d'origine tamoule, naît à Asiatic Bazaar, le quartier asiatique de Pretoria. Les parents d'Ama Naidoo possèdent une entreprise familiale et si elle est fille unique, elle est la sœur de huit frères. Elle suit des études primaires à l'école primaire de Pretoria.
Dans sa jeunesse, elle doit s'occuper de la famille et de la maison et ne poursuit donc pas de carrière professionnelle. En 1934, à l'âge de 26 ans, elle épouse Naransamy Roy Naidoo.
Celui-ci est le fils de l'un des amis les plus proches du Mahatma Gandhi, Thambi Naidoo. Thambi envoie ses enfants vivre et apprendre sous la tutelle de Gandhi à la Ferme Tolstoy à Johannesbourg, Roy y reçoit une éducation simple prônant l'autosuffisance.
En 1914, après que Gandhi a finalement quitté l'Afrique du Sud, Roy Naidoo se rend à l'ashram de Rabindranath Tagore, Santiniketan, où il vit pendant deux ans et reçoit une formation aux arts et métiers ainsi qu'à la culture et aux langues indiennes.[réf. nécessaire]
En 1933, l'un de ses frères est tué par des hommes Blancs, pour avoir pénétré dans un quartier réservé aux Blancs, ce qui la marque profondément.

### Engagement politique
Le mari de Naidoo, Roy, rentre chez lui en Afrique du Sud en 1928. Il commence à se rapprocher de mouvements syndicaux et rejoint le Parti communiste d'Afrique du Sud. Naidoo travaille en étroite collaboration avec lui. Elle le rejoint dans des campagnes de désobéissance civile à partir de 1946 et est plusieurs fois condamnée à la prison.
En 1952, elle rejoint à nouveau la campagne de protestation et est à nouveau emprisonnée. Son mari meurt d'une crise cardiaque à la suite de la répression policière. En 1954, elle rejoint la Fédération des femmes sud-africaines et est élue à son comité exécutif. Elle assiste au Congrès populaire de Kliptown et participe à l'adoption de la Charte de la liberté. En 1956, elle fait partie des 20 000 femmes qui marchent vers les bâtiments gouvernementaux de l'Union sud-africaine afin de manifester leur opposition aux les lois sur les laissez-passer. Elle participe à la plupart des campagnes et marches organisées à Johannesburg, parmi lesquelles des processions aux chandelles, des veillées nocturnes et, en 1963, elle prend part à une nouvelle marche vers les bâtiments de l'Union pour protester contre la formation du Conseil indien sud-africain, décidé par le gouvernement responsable de l'apartheid.
Ses enfants cinq enfants sont emprisonnés, torturés ou harcelés par la police de l'apartheid à de nombreuses reprises.
La maison de la famille Naidoo est un lieu important dans la résistance contre l'apartheid. Des dirigeants tels que Moses Kotane, Nelson Mandela, Walter Sisulu et bien d'autres font partie des visiteurs réguliers. Mandela aurait d'ailleurs apprécié ses currys de crabe. Durant l'emprisonnement de Nelson Mandela, elle s'occupe de ses deux enfants, aidant dans cette tâche Winnie Mandela.

### Décès
Elle meurt le 25 décembre 1993, à l'âge de 66 ans, quelques mois seulement avant les premières élections multiraciales d'Afrique du Sud, ayant lieu au  suffrage universel.

## Hommage
Ama Naidoo reçoit à titre posthume l'Ordre de Luthuli en 2006.